# Rivière Sorehead
Pour les articles homonymes, voir Sorehead.
La rivière Sorehead est affluent du littoral est de la baie d'Hudson. Ce cours d'eau coule dans le territoire non-organisé de la Baie-d'Hudson, dans la péninsule d'Ungava, dans la région administrative du Nord-du-Québec, au Québec, au Canada.

## Géographie
Les bassins versants voisins de la rivière Sorehead sont :
- Côté nord : rivière Sanirqimatik, rivière Chukotat, rivière Iktotat ;
- Côté est : rivière de Puvirnituq ;
- Côté sud : Rivière Triel, rivière de Puvirnituq ;
- Côté ouest : Baie d'Hudson.

Le principal plan d'eau de tête de la rivière Sorehead est le lac Koenig (longueur : 3,4 ; largeur : 3,1 km ; altitude : 106 m). À partir de ce lac, la rivière Sorehead se déverse successivement vers le sud dans les lacs Ipiutali et Tasirjuarusiq. Le principal affluent de la rivière Sorehead est la rivière Sanirqimatik (venant du nord) et drainant un ensemble de lacs dont Niquit et Akunnimiutaq.
L'embouchure de la rivière Sorehead est situé à :
- 13,1 km au nord de l'embouchure de la rivière Triel, à 13,5 km de la rivière Sanirqimatik, à 24,6 km de la rivière Korak ;
- 4,5 km à l'est de la pointe Kippaku qui garde l'entrée sud de la baie Neakongut où se déverse la rivière Sorehead ;
- 34,2 km de Magnet Island, à 43,2 km de l'île Gobin ;
- 36,9 km des lacs Quukittuq ;
- à 40,7 km de la colline Pinguq[3].

D'une longueur de 120 km, la rivière Sorehead coule vers le sud, puis vers le nord-ouest dans l'extrême nord du Québec, jusqu'au littoral est de la baie d'Hudson. La rivière se déverse dans la baie Neakongut, un appendice de la baie d'Hudson, à 20 km au sud-est de la pointe Demers, à 8,8 km au sud des collines Amajurjuk, au nord du village de Puvirnituq et au sud du village nordique d'Akulivik. La Pointe Kippaku est située sur la rive sud de la baie Neakongut, tandis que les collines Amajurjuk sont situés au nord de la baie. La rivière Sorehead est la plus importante à se déverser dans la baie Neakongut. Son bassin versant couvre 2 106 km2.

## Toponymie
Cette appellation géographique d'origine anglaise figure sur une carte géologique de la côte est des baies d'Hudson et James conçue en 1903. Cette carte est annexée au rapport d'Albert Peter Low, un géologue-explorateur ayant alors longé le littoral à bord du navire Neptune.
Le terme anglaise "sorehead" signifie une personne qui rouspète facilement ou qui se met rapidement en colère. Compte tenu du climat de la région, il n'est pas déraisonnable de croire que les premiers explorateurs ayant tenté de remonter la baie et la rivière ont eu une réaction négative.
Par ailleurs, la variante toponymique "Shore head" s'avère une localité dans l'État de New York aux États-Unis et une autre au Royaume-Uni.
Le toponyme rivière Sorehead a été officialisé le 5 décembre 1968 à la Commission de toponymie du Québec.